# Morchella elata
Morille élevée
Espèce
Morchella elata, la morille élevée, auparavant Morchella costata ou Morchella hortensis, est une espèce de champignons comestibles, du genre Morchella de la famille des Morchellaceae dans l'ordre des Pezizales. Elle est caractérisée par ses alvéoles bien droits en échelle et par son écologie ubiquiste, opportuniste et souvent rudérale. S'agissant très souvent de l'espèce retrouvée séchée et vendue dans le commerce, c'est une des principales espèces de morilles cultivée dans le monde.

## Taxonomie
Le nom correct complet (avec auteur) de ce taxon est Morchella elata Fr. 1822.

### Synonymes
Morchella elata a pour synonymes :
- Morilla esculenta var. elata (Fr.) Quél.
- Phalloboletus elatus (Fr.) Kuntze
- Boletus esculentus P. Micheli
- Suillus pinguis Thore
- Boletus esculentus var. pinguis (Thore) Pers.
- Boletus esculentus var. fuligineus Pers.
- Morchella elata var. nivea Konrad,
- Morchella conica var. nigripes M.M. Moser
- Morchella elata var. nigripes (M.M. Moser) Kreisel,
- Morchella purpurascens var. ionoviridis Jacquet.
- Morchella purpurascens f. heteroparaphysa Jacquet.
- Morchella elata var. major Clowez

### Phylogénie
Le nom scientifique Morchella elata a  originellement été proposé par Elias Magnus Fries en 1822. L'analyse ADN de 2011 a démontré que les "morilles noires" d'Amérique du Nord sont largement distinctes des espèces européennes, ce qui limite l'utilisation du nom M. elata à l'Europe. En 2012, Kuo et al. ont fourni des noms pour de nombreuses morilles noires d'Amérique du Nord qui ont pu être appelées M. elata dans le passé. Cependant, dans une étude ultérieure de Richard et al. (2014) proposant une taxonomie unifiée pour le genre, il est suggéré que la description originale de Morchella elata par Fries pourrait correspondre à la lignée phylogénétique Mel-10, qui a depuis été décrite en Amérique du Nord comme Morchella importuna, mais dont il a été démontré par la suite qu'elle avait une distribution transcontinentale répandue.

## Description du Sporophore
Son chapeau mesure 5 à 7 (10) cm x 3 à 5 cm, il est oblong à subconique, beige, brun clair puis noirâtre. Les alvéoles primaires sont parallèles longitudinales, avec des alvéoles secondaires transversaux régulièrement espacés, quadrangulaires, en forme d'échelle. Les crêtes se fragmentent en petites écailles à maturité et la vallécule est étroite.
Le pied est blanc, plus ou moins pruineux ou grumeleux.
Sa chair est dépourvue d'odeur sur le frais.

## Galerie

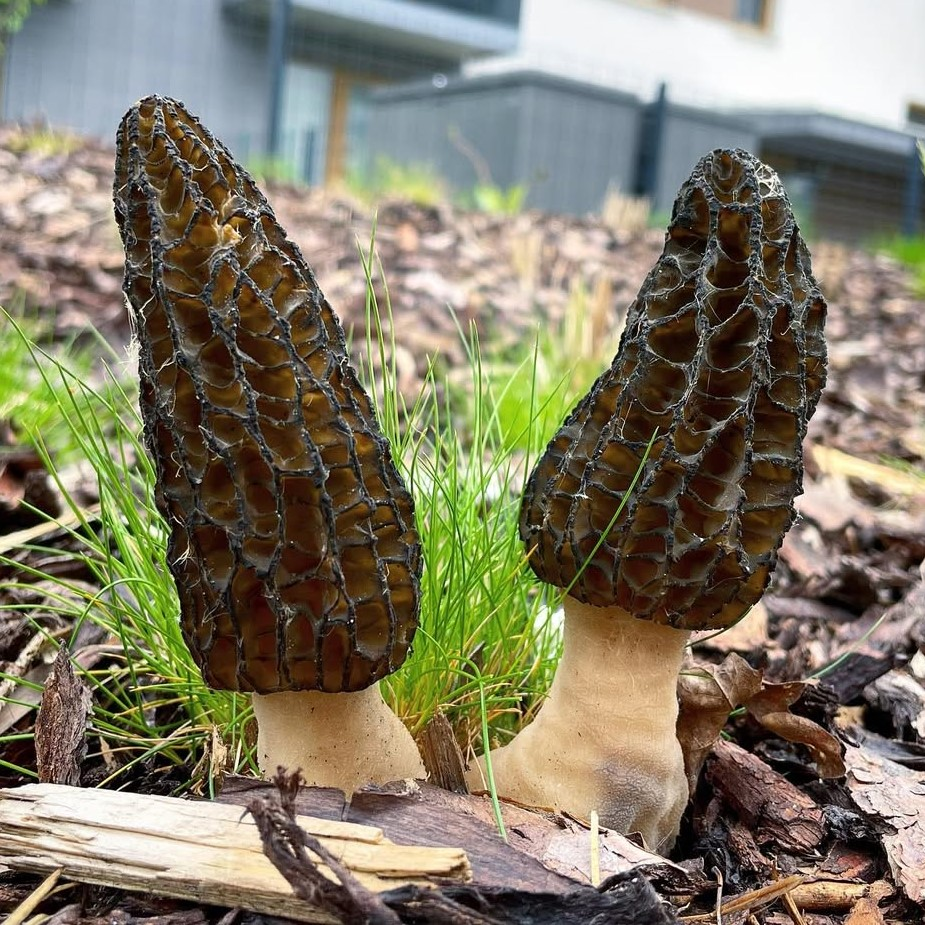
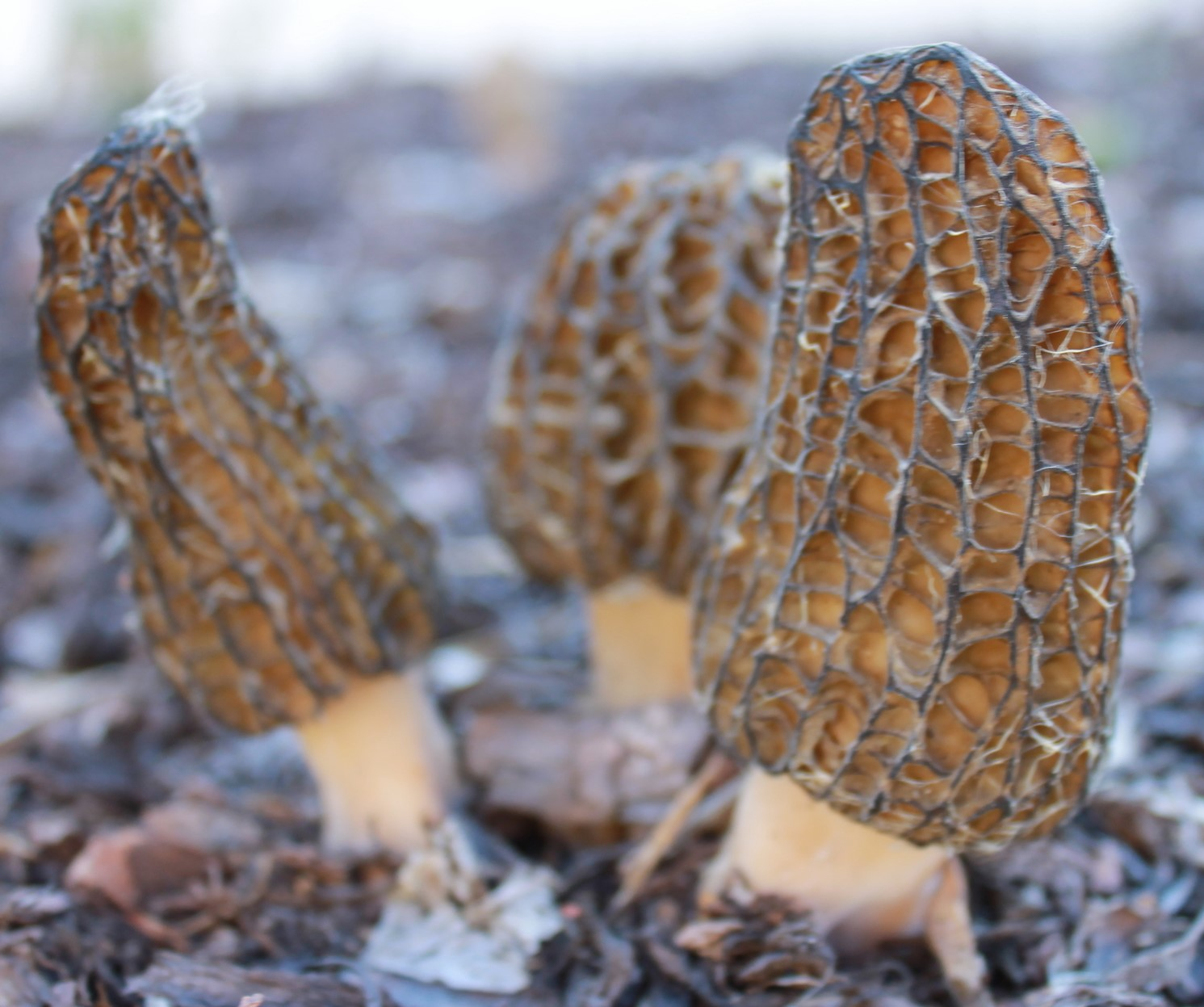
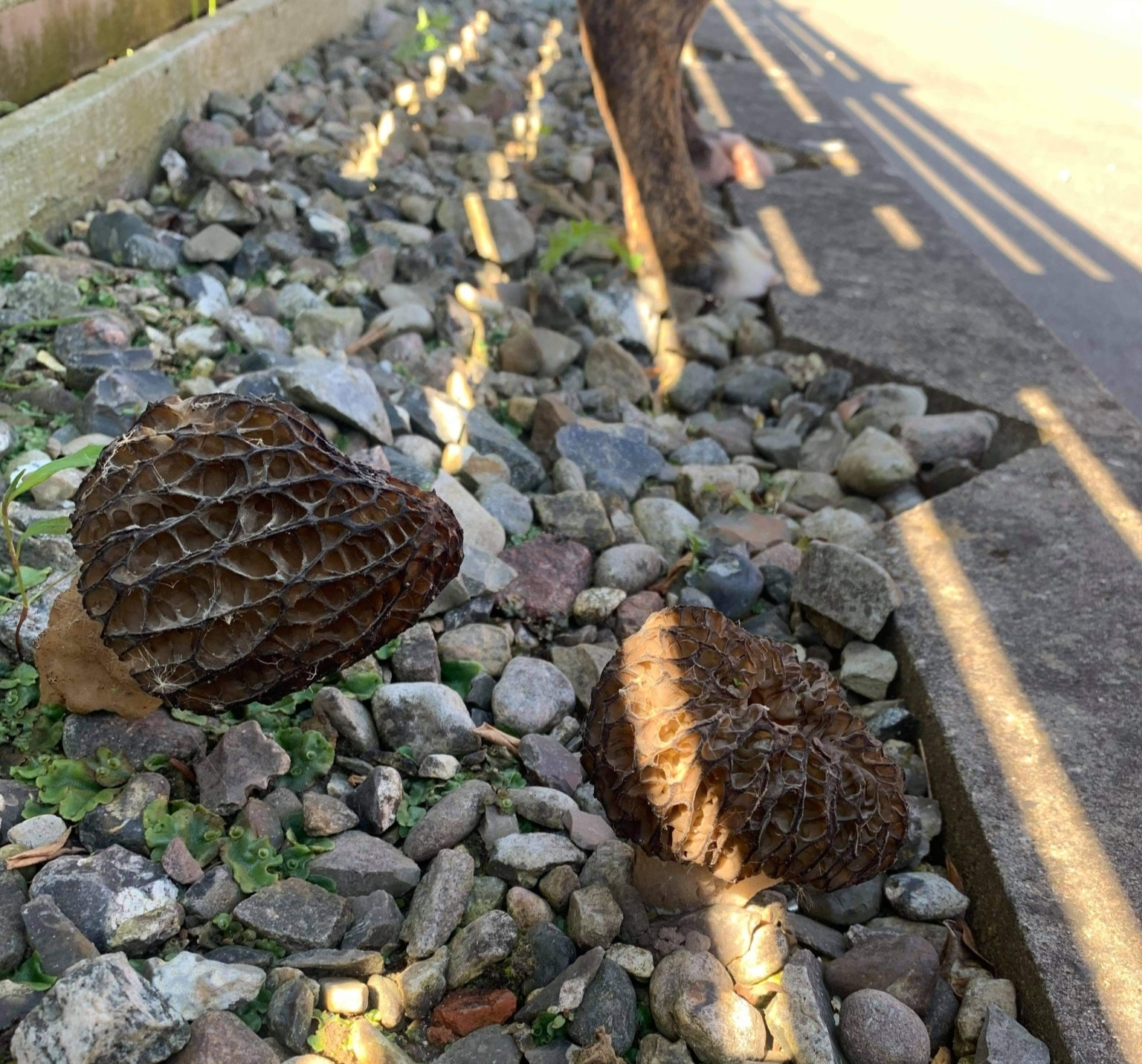
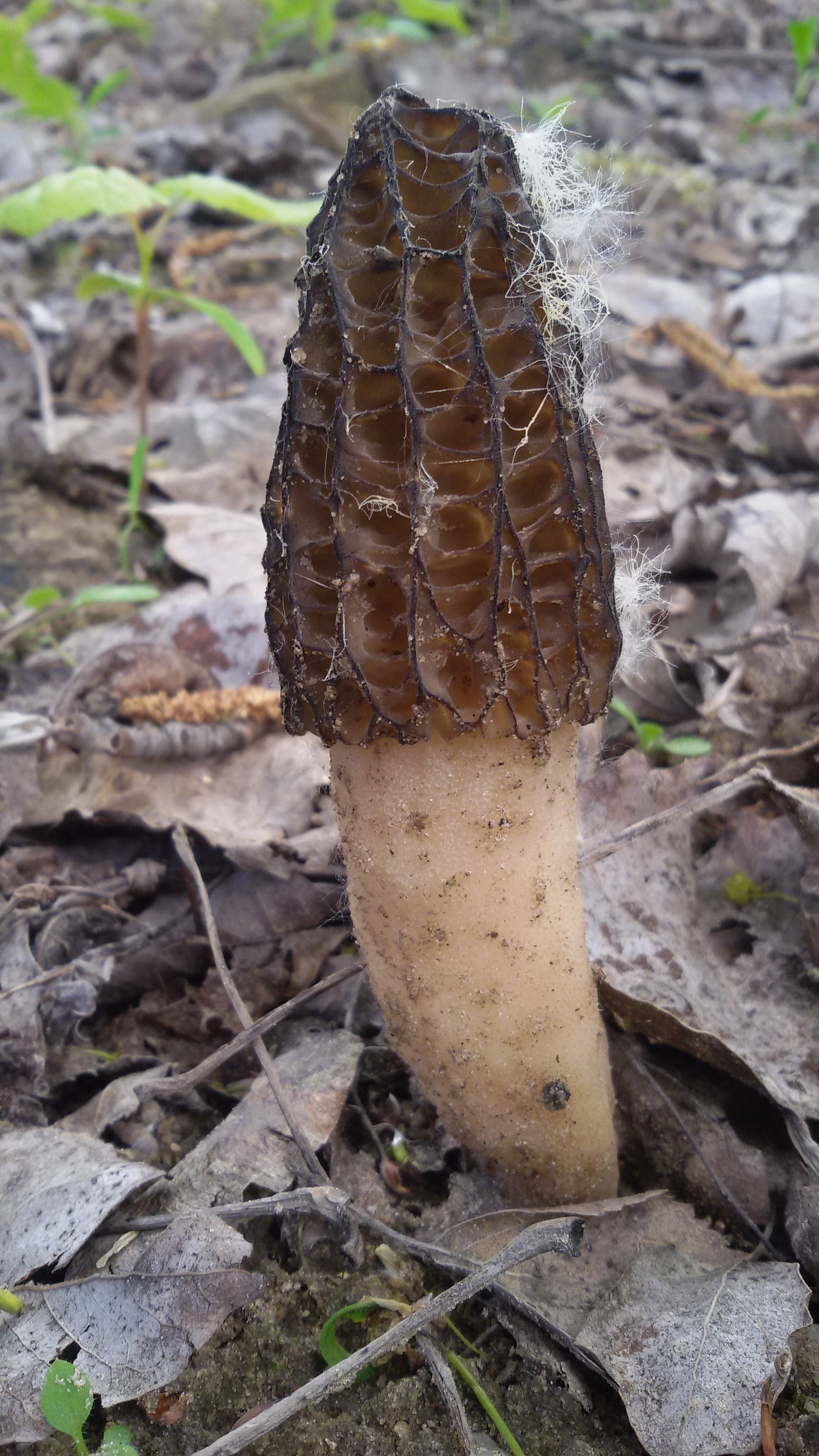
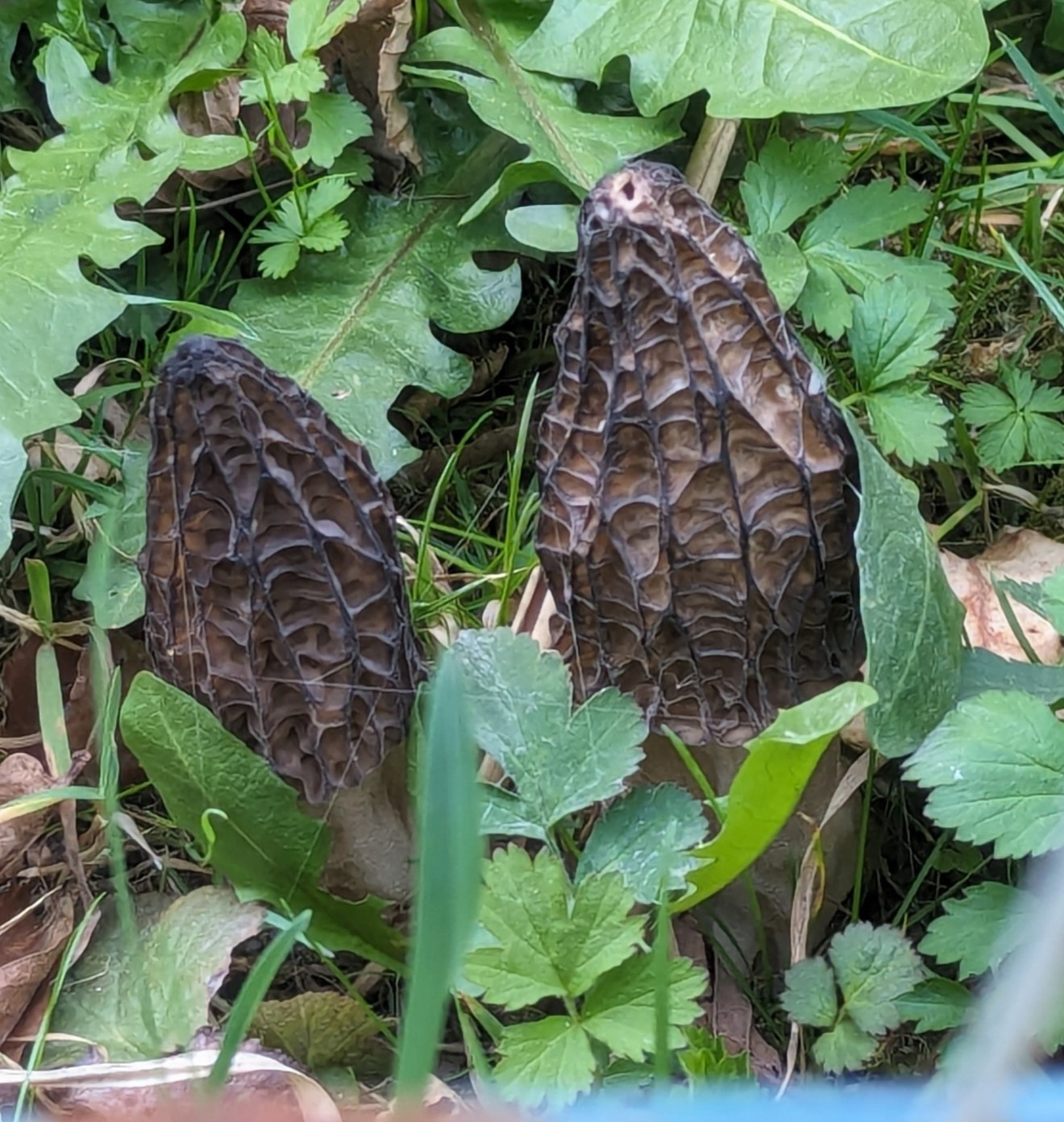
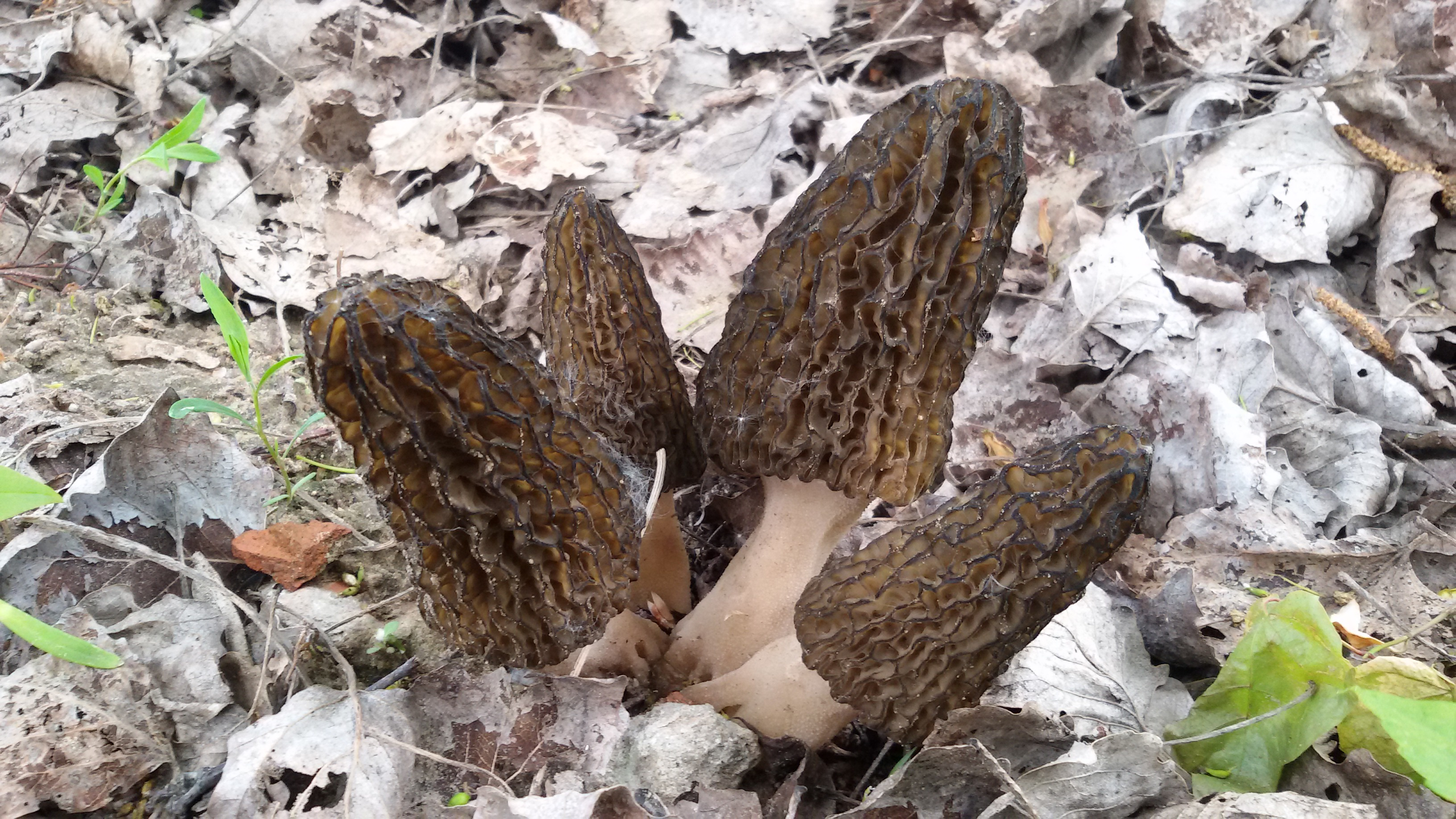

## Habitat et distribution

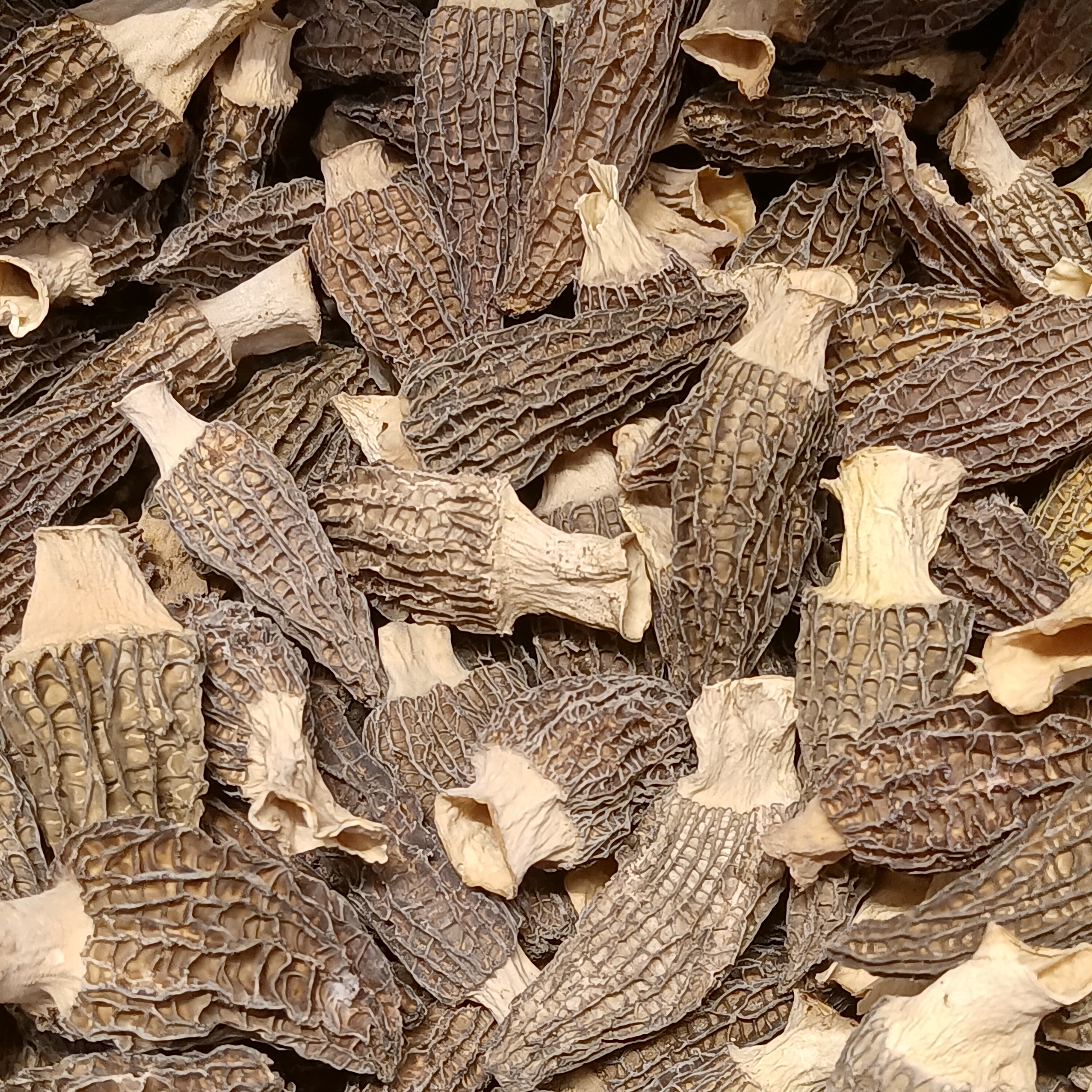
M. elata ou autre Distantes séchée vendue dans le commerce.

C'est une espèce saprophyte, calcicole, rudérale, opportuniste, pouvant apparaitre en grand nombre sur écorces de conifères (aussi marronniers, oliviers). Elle apparait aussi dans les zones brûlées, ainsi que dans les vergers, les oliveraies, sous arbres fruitiers, dans les jardins, parcs, bordures de route sur écorces, tas de terre remuée, décharges, sur les tombes et même dans les milieux dunaires. Elle repousse rarement deux années de suite au même endroit.

## Comestibilité
C'est un comestible réputé, toxique cru ou mal cuit, devant être consommé après une cuisson complète, de préférence après dessication puis réhydratation.

## Confusions possibles
- Morchella deliciosa qui a des alvéoles beaucoup plus désordonnés et qui vient surtout sous conifères en montagne.